# Park Szwajcaria
Park Szwajcaria – park w Gliwicach.

## Historia

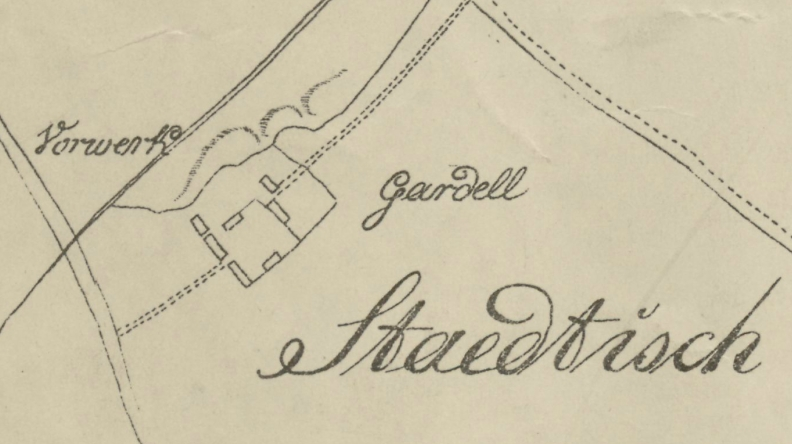
Majątek Gardell na mapie z 1812 roku

Pierwotnie ogród był częścią majątku Gardel (Gardilla). W XVIII wieku należał on do Balthasara Ludwiga von Larischa. Pod koniec XVIII wieku nabyło go miasto.
W 1924 roku władze miasta przekształciły ogród w park. Inicjatorem tego przedsięwzięcia był radny Juretzko, kosztowało to 70 000 marek. Park został oddany do użytku 12 maja 1926 roku (niem. Schweizerei). Po 1945 roku zaczął podupadać.
Od 2008 roku do sierpnia 2013 roku miała miejsce modernizacja parku. Posadzono w nim rośliny wodne, utworzono trawniki oraz minisiłownię.